# Leopold Rademacher
Paul Theodor Leopold Rademacher (* 5. Juli 1864 in Werl; † 7. April 1935 in Wiesbaden) war ein deutscher Verwaltungsjurist und Abgeordneter.
Rademacher war der Sohn des Amtsgerichtsrates Reinhard Leopold Wilhelm Rademacher (* 9. September 1828 in Unna; † 25. April 1908 in Soest) und dessen Ehefrau Elise geborene von Velsen (* 16. Februar 1841 in Unna; † 13. Mai 1915 in Soest). Rademacher, der evangelischer Konfession war, heiratete am 13. April 1896 in Siegen Wilhelmine genannt Minna geborene Schleifenbaum (* 24. März 1875 in Haard (Kreis Siegen); † 24. Dezember 1953 in Wiesbaden). Sie hatten drei Kinder:
- Wilhelm (1898–1955)
- Hellmuth (1900–1984), Landrat im Landkreis Bad Kreuznach
- Elisabeth (1903–1978), die den späteren Vizeadmiral Erich Schulte Mönting heiratete.

Rademacher besuchte das Archigymnasium in Soest und legte dort 1883 das Abitur ab. Er studierte 1883 bis 1886 Rechtswissenschaften in Freiburg (zwei Semester) und Bonn (vier Semester). Er war Mitglied der Studentenverbindung Akademischer Juristenverein Bonn (heute: AV Rheno-Colonia Köln). Nach der erfolgreichen ersten Staatsprüfung 1887 war er Gerichtsreferendar in Hamm, Werl, Soest, Dortmund und Münster. Als Regierungsreferendar arbeitete er ab 1889 bei den Regierungen Arnsberg und Stralsund und bei der Stadt Stralsund und dem Landratsamt Soest. Nach der Großen Staatsprüfung 1892 wurde er Regierungsassessor beim Landratsamt Siegen und der Regierung in Koblenz. Im September 1900 wurde er kommissarisch, zum 1. Juli 1901 definitiv Landrat im Landkreis Westerburg. Am 15. September 1910 wurde er als kommissarischer Landrat in den Landkreis Geestemünde versetzt. Ab März 1911 war er dort definitiv Landrat, bis er zum 1. Oktober 1929 pensioniert wurde.
Von 1905 bis 1910 war er Abgeordneter im Nassauischen Kommunallandtag. Dort gehörte er 1907 bis 1910 dem Finanzausschuss an. Nach der Versetzung nach Geestemünde legte er das Mandat 1910 nieder.